# Испанская лестница
Испанская лестница, Лестница Тринита-дей-Монти (итал. La Scalinata di Trinità dei Monti — «Лестница Троицы на горах») — парадная лестница в центре Рима, спускающаяся с вершины холма Пинчо от расположенной там церкви Сантиссима-Тринита-дей-Монти к Испанской площади (итал. Piazza di Spagna ). Одно из самых известных сооружений позднего римского барокко. Построена в 1721—1725 годах.

## История
Монументальная лестница из 136 ступеней создана по заказу французского кардинала Пьера Герена де Тансена и торжественно открыта в 1725 году папой Бенедиктом XIII по случаю Юбилейного года Католической церкви (Giubileo universale della Chiesa cattolica). Предполагалось с помощью эффектной лестницы соединить посольство испанских Бурбонов, расположенное внизу на площади, которая обязана испанской резиденции своим названием (ранее площадь называлась «Французской»: Piazza di Francia), и церковь наверху, которая принадлежала Франции. Французский дипломат Этьен Геффье посчитал, что необходимо связать эти две точки лестницей, и в своём завещании оставил 20 тысяч скудо на выполнение проекта. Кардинал Мазарини, узнав о завещании Геффье, вмешался и потребовал водрузить на вершине лестницы конную статую короля Людовика XIV. Папа был оскорблён этим предложением, и проект Испанской лестницы положили под сукно до смерти французского короля в 1715 году.
В 1717 году наконец был проведён конкурс, который выиграли архитекторы Алессандро Спекки и Франческо де Санктис. От статуи французского короля над Вечным городом отказались, а в скульптурном убранстве лестницы геральдические лилии Бурбонов тактично совместили с символами папской власти (орёл и корона). После долгих дипломатических интриг строительство поручили Ф. де Санктису, который, тем не менее, использовал многое из архитектурных предложений А. Спекки. Завершал строительство в 1731 году Филиппо Рагуццини.

## Архитектура
Испанская лестница представляет собой типично барочное произведение: наперекор классицистическим правилам она смело врезана в городскую застройку и мощно распространяется своими маршами в окружающее пространство. Экспрессивная кривизна лестничных маршей с разновысокими площадками эффектно оформляет перепад высот, характерный для топографии Вечного города. Психологически и эстетически лестница привлекает не столько ступенями, сколько площадками, с которых открываются замечательные виды. Эта система террас и подъёмов образует великолепный зрительный фундамент для фасада церкви на вершине холма. Всё вместе создаёт одно из самых запоминающихся мест в Риме. Не всё из задуманного удалось сделать: например, придуманные А. Спекки фонтаны и деревья, которые должны были образовать зелёные шпалеры по сторонам.
У подножия Испанской лестницы расположена одноимённая площадь с фонтаном в виде лодки — «Баркачча» (итал. Barcaccia). Фонтан построен в 1627—1629 годах по проекту Пьетро Бернини, отца знаменитого архитектора и скульптора Джованни Лоренцо Бернини, по заказу папы Урбана VIII. Название «Баркачча» (баркас) фонтан получил благодаря своей форме полузатопленной лодки; его установили в память о случившемся в 1598 году наводнении, когда на затопленной площади села на мель лодка. Здание справа от лестницы примечательно тем, что в нём умер английский поэт Джон Китс.

## Галерея

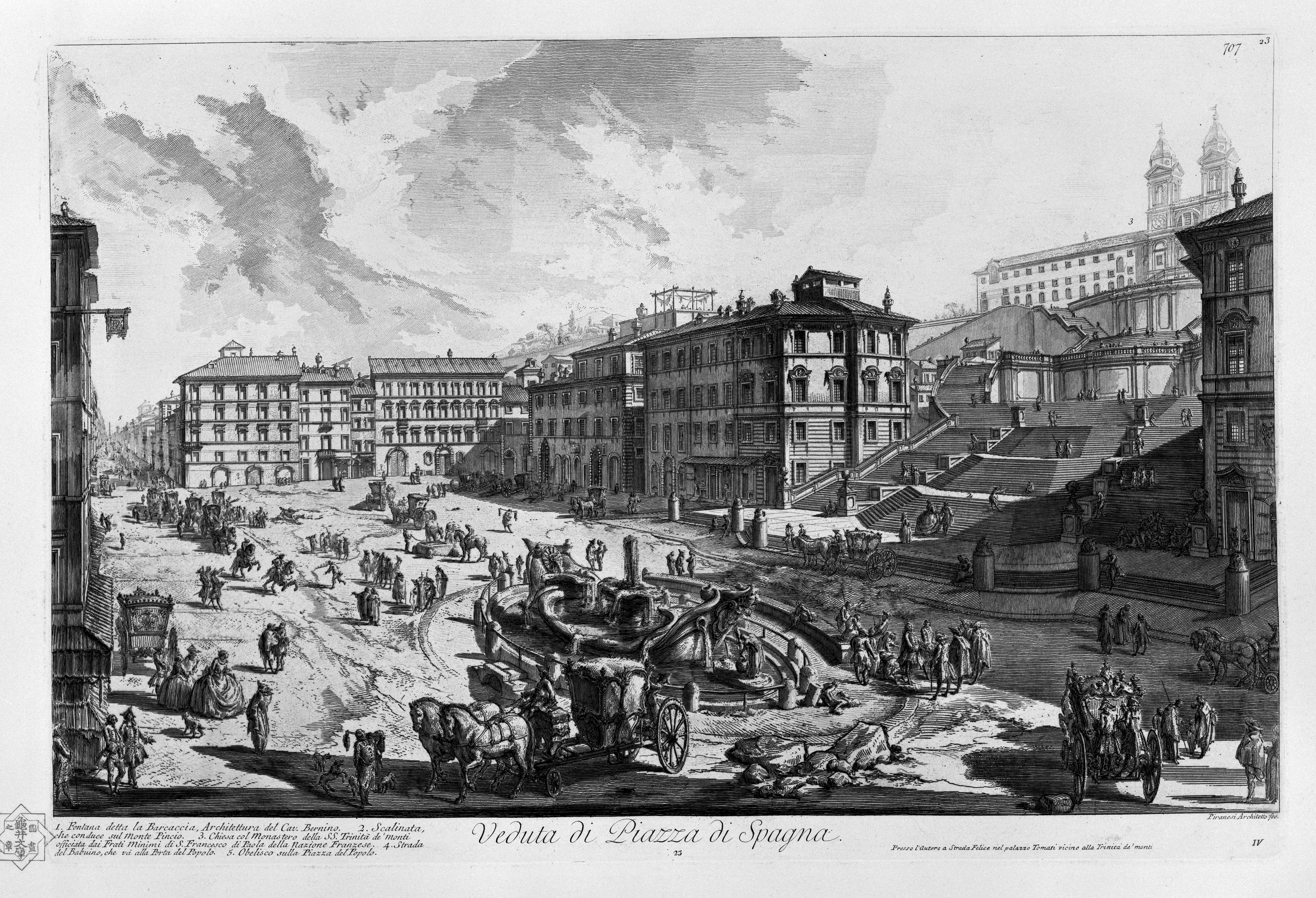
Вид Площади Испании. Гравюра Дж. Б. Пиранези. 1748
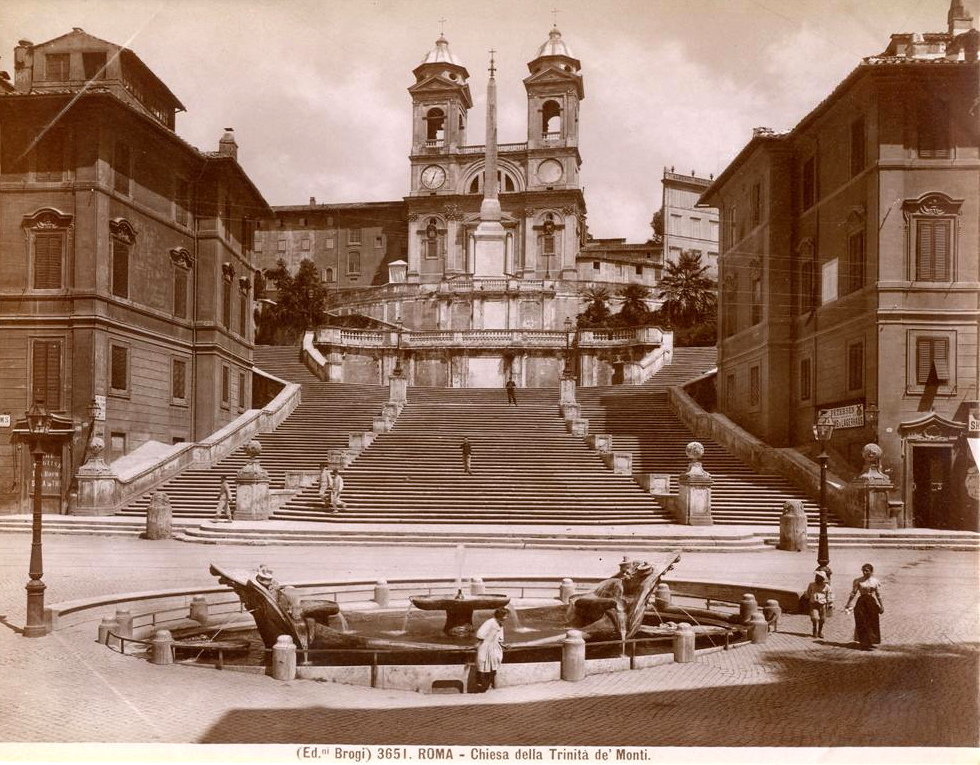
Испанская лестница в Риме в конце XIX века
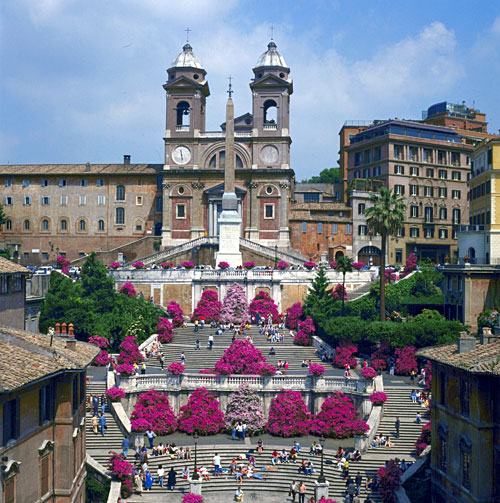
Испанская лестница в наше время
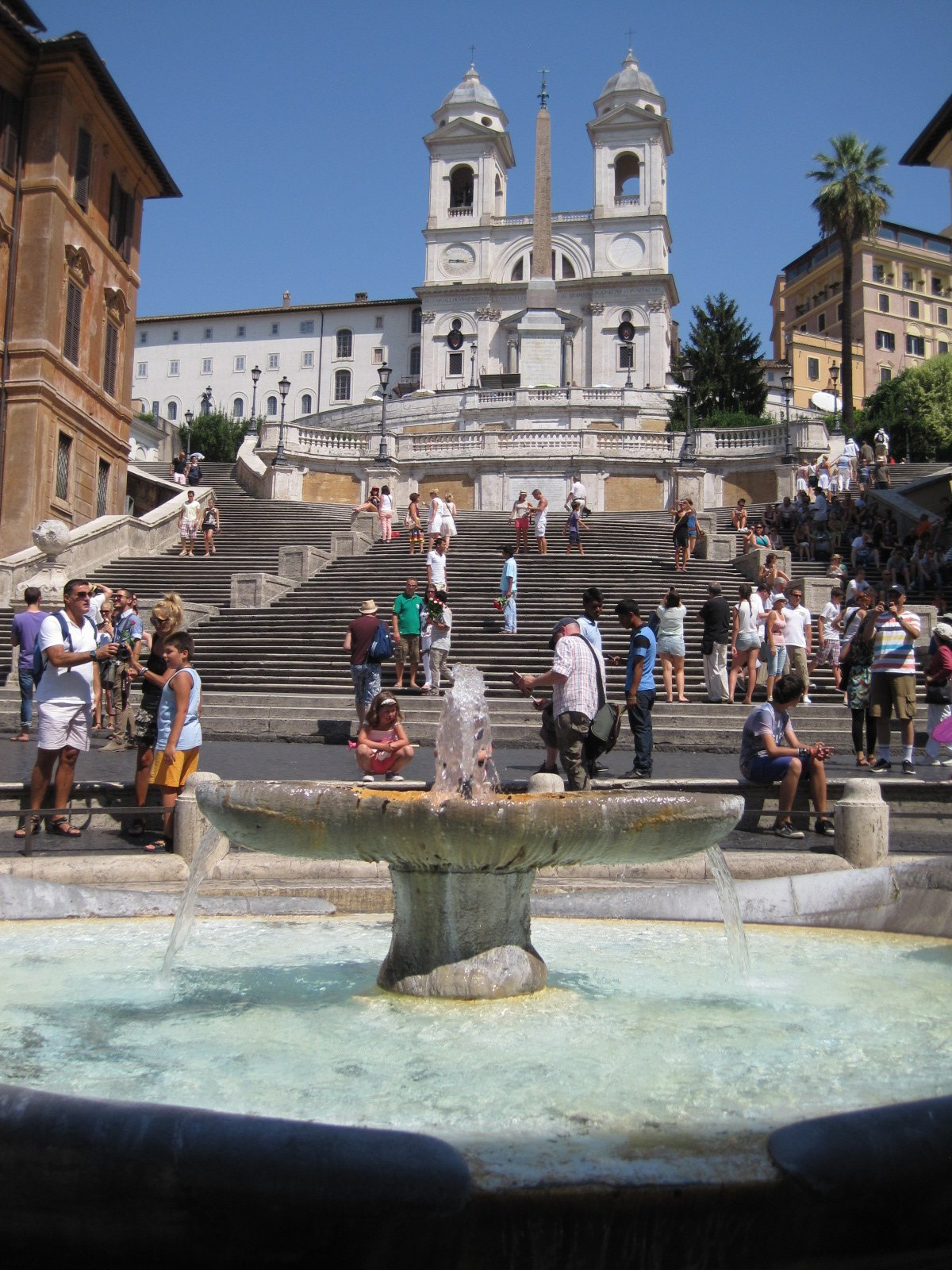
Вид от фонтана Баркачча
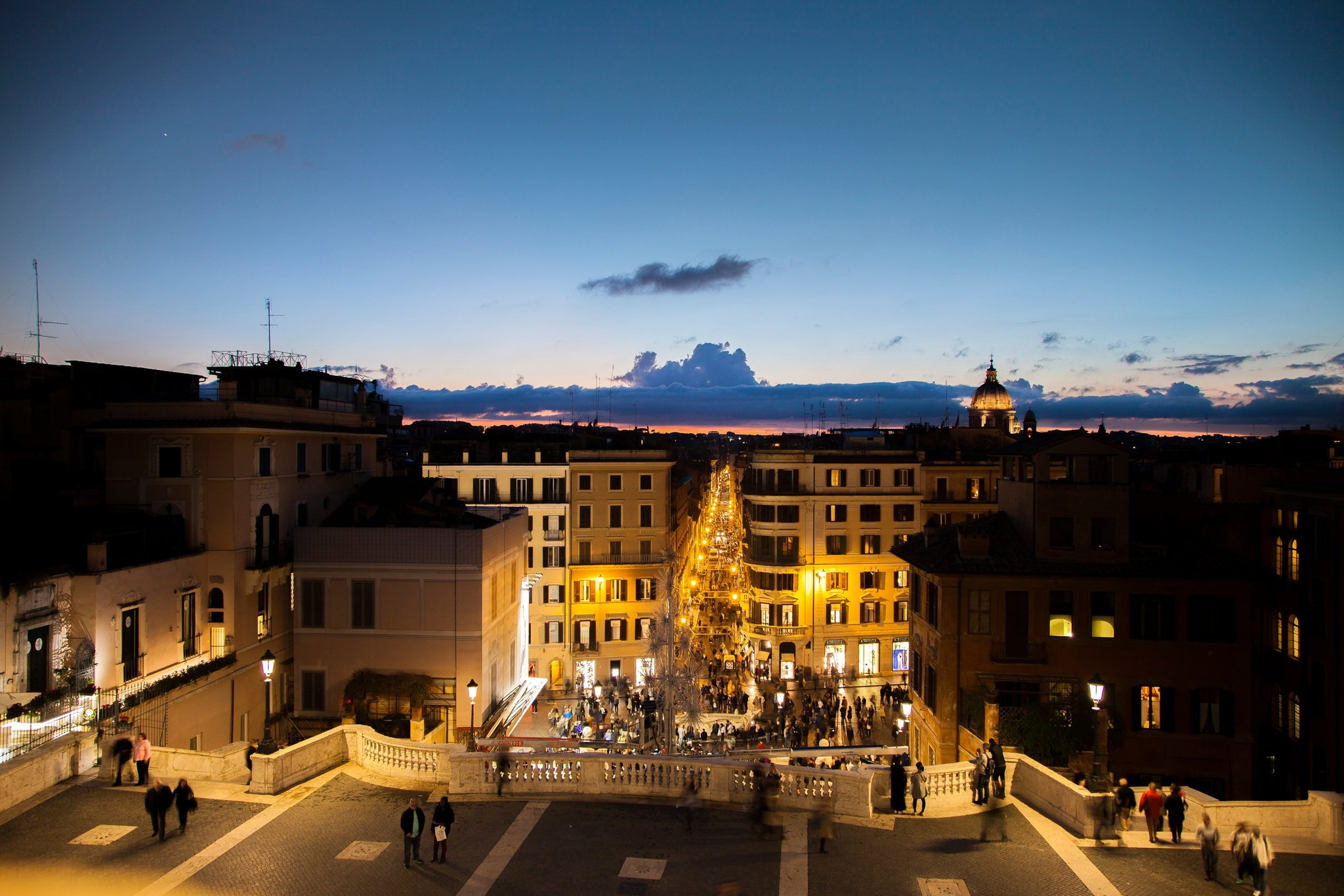
Вид в сторону улицы Кондотти